# (308193) 2005 CB79
(308193) 2005 CB79, também escrito como (308193) 2005 CB79, é um objeto transnetuniano que está localizado no Cinturão de Kuiper, uma região do Sistema Solar. Este corpo celeste é classificado como um cubewano e é um membro da família Haumea. Ele possui uma magnitude absoluta de 4,6 e tem um diâmetro estimado de 174 km para 529 km.

## Descoberta
(308193) 2005 CB79 foi descoberto no dia 6 de fevereiro de 2005, no Observatório Palomar.

## Família Haumea
Existem suspeitas de que ele é um membro da família Haumea, (308193) 2005 CB79 é um fragmento de colisão do manto gelado do planeta anão Haumea. Com uma magnitude absoluta de 4,6, e um albedo da família Haumea de 0,7, este objeto tem um diâmetro estimado com cerca de 158 km.
Observações realizadas pelo astrônomo Mike Brown, em 2012, usando o Observatório W. M. Keck sugerem que este corpo celeste não tem nenhum companheiro.

## Características orbitais
A órbita de (308193) 2005 CB79 tem uma excentricidade de 0,147 e possui um semieixo maior de 43,639 UA. O seu periélio leva o mesmo a uma distância de 37,238 UA em relação ao Sol e seu afélio a 50,040 UA.